# Gémil
Gémil (em occitano:  Gemilh) é uma comuna francesa na região administrativa da Occitânia, no departamento do Alto Garona. Estende-se por uma área de 2.81 km², com 269 habitantes, segundo o censo de 2018, com uma densidade de 96 hab/km².